# Entitet
Entitet (av medeltidslatin: entitas, ”varande; väsende”) är en i filosofin använd term för någonting överhuvudtaget; det måste alltså inte vara ett fysiskt ting, utan en entitet kan lika gärna utgöras av exempelvis en idé eller en teori, och understundom även mytologiskt väsen. Se speciellt Martin Heidegger.
I svenskan finns snarast även sak, ting och väsende med mera i liknande betydelse.

## Svenska

### Etymologi
Entitet är ursprungligen ett lånord, en försvenskning av medeltidslatin: entitas belagt sedan 1907. Grundordet är en avledning av latin: ēns (”varande, det som är”), presensparticip av esse (”vara”), med förledstammen ēnt- + -itās, den senare en allomorf av suffixet -tās som gör abstrakta substantiv, jämförbart med ”-het”. Det kan därför direktöversättas som ungefär ”varandehet”.
Enligt SAOL är betydelsen av ordet entitet: ”väsen, ting, föremål; abstrakt företeelse; tings väsen”. Särskilt används ordet entitet om någots varande som skilt från allt övrigt, som en särskild enhet.

### Synonymer
Bland svenska ord kan följande användas filosofiskt synonymt med entitet:
Sak betyder ursprungligen rättstvist eller det som idag begriper sammansättningen rättssak men har i modern svenska fått utbredd betydelse. Det avser i första hand konkreta objekt, såsom prylar, men i andra hand även abstrakta objekt, såsom i exempelvis ”jag har en sak att säga” eller sammansättningar såsom ”ensak” eller ”orsak”.
Ting är ett filosofiskt abstrakt ord som är jämförbart med entitet. Det kan förenklas som något som kan uppfattas och används utbrett, såsom i allting, någonting, ingenting, småting, mellanting, släkting etc. Det härrör fornsvenska: þing, av runsvenska: ᚦᛁᚾᚴ, þing, med betydelsen levande eller livlös sak med mera, kognat med engelska: thing (”sak”), etymologiskt identiskt med ting i betydelsen sammankomst (såsom i landsting, tingsrätt etc).
Väsende betyder snarlikt samma som varo (jämför frånväsende = frånvaro) och är en avledning av fornsvenska: vesa, en variant av vera (”vara”, jämför engelska: was, were). Ordet har troligen bildats med influens från bland annat tyskt håll men är även en dubblett av det ljudhärmande ordet väs (”att väsa, ett väsende”), alltså något som gör ljud ifrån sig, i vidare bemärkelse något som utmärker sin tillvaro.

## Praktisk användning

### Juridik och näringsliv
I många språk, inklusive svenskan, motsvarar entitet "person" i juridisk mening, alltså en organisation eller privatperson som kan agera i eget namn, exempelvis som avtalspart. Unicef, KFUM, Nokia, Göteborgs kommun, Unionen, Sollentuna VK, HSB, Regeringen och Fredrik Reinfeldt är exempel på entiteter i juridiskt avseende.

### Politik
En entitet kan beteckna en statsliknande, subnationell enhet, med en stadigvarande befolkning av viss etnicitet inom ett avgränsat geografiskt område. Om en entitet har en egen regering och kan representera entiteten utrikespolitiskt kan entiteten erkännas som en stat.
I Bosnien och Hercegovinas författning, som tillkom som en del av Daytonavtalet, är "entitet" en beteckning på vardera av de två huvudsakliga politiska enheterna i staten Bosnien och Hercegovina, Federationen Bosnien och Hercegovina och Republika Srpska.

### Datavetenskap
Inom datavetenskapen används begreppet för att beteckna ett objekt som har en varaktig identitet utöver dess attribut. Exempelvis kan en person byta vikt, ålder, adress, namn och till och med personnummer, men vi uppfattar fortfarande personen som samma individ. Detta till skillnad från värde eller "värdeobjekt", där till exempel "169 64" är ett postnummer i Solna. Om vi exempelvis byter första siffran till "2" anser vi "269 64" vara ett helt annat postnummer, inte "samma postnummer fast lite förändrat".
I svenskan finns inget bra ord för att direkt översätta engelskans "entity" i datasammanhang. Ordet "entitet" redovisas i SAOL, men är i svenskan inte helt vedertaget i datorrelaterade texter. I engelskan förklaras en "entity" som någonting konkret eller abstrakt som finns, har funnits eller kan finnas; exempelvis en person, en sak, en händelse, en process eller en idé. "Objekt och funktioner" är en översättning som brukar användas i svenskan.

### Design
Entiteter och värden är centrala begrepp inom den designskola som kallas "Domain Driven Design".